# Thompsonirhinus restituens
Thompsonirhinus restituens is een kever uit de familie Rhynchitidae. De wetenschappelijke naam van de soort is voor het eerst geldig gepubliceerd in 1859 door Francis Walker.